# زی‌ریک
زی‌ریک (ترکی آذربایجانی: Zeyrik یا Ziyrik) یک منطقهٔ مسکونی در جمهوری آرتساخ است که در استان کاشاتاق واقع شده‌است.